# Ficocianina
Ficocianina é um pigmento azul produzido por cianobactérias.. Embora as cianobactérias tenham uma grande concentração de ficocianina, a produção nos oceanos é pequena devido às condições luminosas. 